# Операция «Харматан»
Операция «Харматан» — кодовое название участия Франции в военной интервенции в Ливии. Название было выбрано в честь Харматана, горячих сухих ветров, дующих над Сахарой, в основном с ноября по март. Аналогичная операция, проведенная США была названа Odyssey Dawn, Канадой — Мобайл, а Великобританией — Эллами. Бесполетная зона была предложена во время гражданской войны в Ливии, чтобы помешать правительственным войскам нанести воздушные удары по силам повстанцев. Несколько стран подготовились к немедленным военным действиям на конференции в Париже 19 марта 2011 года.
Французские многоцелевые истребители Dassault Rafale приступили к разведке 19 марта и первыми среди коалиции атаковали ливийские войска, уничтожив четыре танка.

## Состав группировки войск
- Военно-воздушные силы[8]
  - 5 истребителей Rafale
  - 6 истребителей Mirage 2000-5
  - 6 истребителей-бомбардировщиков Mirage 2000D
  - 2 разведывательных самолёта Mirage F1CR[9][10]
  - 6 самолётов-заправщиков C135
  - Самолёт ДРЛО E-3F
  - Самолёт электронного наблюдения C-160G
- Военно-морские силы[8][11]
  - Целевая группа 473[12]
    - Авианосец Шарль де Голль (R91)
      - 10 истребителей Rafale M
      - 6 штурмовых самолётов Super-Etendard
      - 2 самолёта дальнего радиолокационного обнаружения E-2C
      - 2 многоцелевых вертолета Dauphin
      - 2 вспомогательных вертолета Alouette III
      - Отряд ВВС Франции из транспортных вертолетов Puma и 2 вертолетов Caracal

    - Зенитный эсминец Forbin (D620)[13]
    - Зенитный эсминец Chevalier Paul (D621)
    - Зенитный эсминец Jean Bart (D615)
    - Противолодочный эсминец Georges Leygues (D640)
    - Противолодочный эсминец Dupleix (D641)
    - Противолодочный эсминец Jean de Vienne (D643)[14]
    - Фрегат Aconit (F713)
    - Фрегат Courbet (F712)
    - Танкер Meuse (A607)
    - Атомная подводная лодка Améthyste (S605)[15][16]

  - УДК Тоннерре (L9014)
    - 14 Aérospatiale Gazelle
    - 4 Eurocopter Tiger
    - 2 Eurocopter Puma
    - 2 разведывательных самолёта Atlantique 2

## Ход операции

### 19 марта

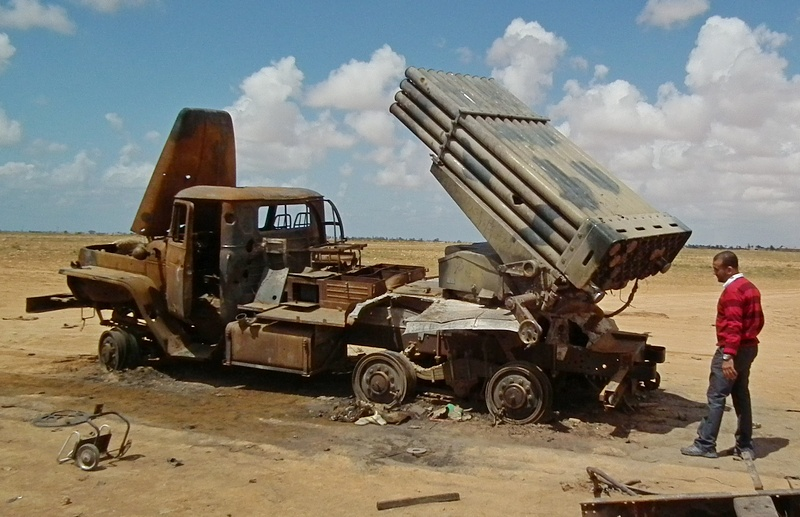
Реактивная система залпового огня «Град», уничтоженная 19 марта в окрестностях Бенгази.

К моменту начала операции у берегов Ливии уже находились фрегаты ВМС Франции «Форбин» и «Жан Бар».
Французские ВВС развернули в своей первой ударной группе восемь истребителей Rafale, два Mirage 2000-5 и два истребителя-бомбардировщика Mirage 2000D при поддержке других самолётов, перечисленных выше.
Восемь истребителей Rafale патрулировали небо над Бенгази, чтобы воспрепятствовать наступлению ливийских сухопутных войск. Один из них открыл огонь по ливийской военной технике в 16:45 по местному времени. The Telegraph сообщила о четырёх ливийских танках, уничтоженных французской авиацией к юго-западу от Бенгази.
Самолёты, вернувшиеся с боевых вылетов, приземлились на авиабазе Солензара на Корсике, откуда были совершены дальнейшие боевые вылеты.

### 20 марта
Французская авиация совершила 11 боевых вылетов над Ливией.
Оперативная группа 473, авианосец «Шарль де Голль» и его боевая группа, вышли из Тулона.

### 21 марта
К 21 марта французская авиация совершила 55 боевых вылетов над Ливией. Министерство обороны Франции заявило, что Mirage 2000-D уничтожил ещё один ливийский танк в 100 км к югу от Бенгази.

### 22 марта
Самолёты с Шарля де Голля начали операции над Ливией, начиная с Rafale F3, проводящих разведку и патрулирование. Форбен и Жан Барт, которые уже находились на базе у берегов Ливии, присоединились к оперативной группе 473. Количество боевых самолётов, дислоцировавшихся на авиабазе Солензара, было увеличено до 20 с прибытием ещё двух Mirage 2000-5 и двух Mirage 2000D, а самолёты поддержки действовали с авиабаз Сен-Дизье и Аворд.

### 23 марта
Самолёты Rafale и Mirage 2000D с базы «Солензара» и Rafale и Super Etendard с авианосца «Шарль де Голль» совершили разведывательные и вспомогательные боевые вылеты над Ливией.

### 24 марта
Самолёты Rafale и Mirage 2000D атаковали ливийскую авиабазу в 250 километрах от Средиземного моря ракетами SCALP GP. Самолёты Rafale, Mirage 2000D и Super Etendard совершили четыре совместных вылета по перехвату ливийских сухопутных войск. Rafale уничтожил ливийский легкий штурмовик СОКО Г-2 Галеб ракетой класса «воздух-поверхность» AASM, когда он приземлился в Мисурате. Патруль из двух Mirage 2000D, оснащенных бомбами с лазерным наведением GBU-12, атаковал артиллерию лоялистов возле Адждабии.

### 25 марта
Катарская авиация, действующая в составе операции «Odyssey Dawn», совместно с французской авиацией совершили разведывательные вылеты в районах Мисраты, Зинтана, Сирта и Адждабии. Четыре Mirage 2000D атаковали артиллерию лоялистов возле Адждабии. Два французских и два катарских Mirage 2000-5 выполняли задачи по перехвату с воздуха. Три французских Mirage 2000-5 были переброшены из Солензары на авиабазу Суда на Крите.

### 26 марта
Французская авиация нанесла несколько авиаударов в районе Зинтана и Мисураты, уничтожив на земле не менее пяти легких штурмовиков Г-2 Галеб и два вертолета Ми-35. Французские и катарские Mirage 2000-5 продолжали совместные разведывательные вылеты с авиабазы Суда.

### 27 марта
Rafale ВВС и ВМС атаковали командный пункт к югу от Триполи. Французские и катарские Mirage 2000-5 проводили совместное патрулирование и миссии по перехвату с авиабазы Суда. Количество французских Mirage 2000-5, базирующихся в Суде, было увеличено до четырёх.

### 28 марта
Планировалось, что воздушные операции будут сосредоточены в районе Зинтана и Мисураты. Rafale и Mirage 2000D ВВС, а также совместный патруль ВМС Rafales и Super Etendards бомбили склад боеприпасов в Гарьяне, в 100 км к югу от Триполи. Mirage F1CR впервые в ходе операции провели разведывательные миссии.

### 29 марта
Два патруля Rafale и Mirage 2000D ВВС и патруль Rafale и Super Etendard ВМС атаковали зенитно-ракетные установки в 100 км к юго-западу от Триполи. Два совместных патруля французских и катарских Mirage 2000-5 совершили вылеты на перехват с воздуха. Mirage 2000D и Super Etendards бомбили военный склад в 30 км к югу от Триполи.

### 30 марта
Совместная ударная группа Rafale и Mirage 2000D ВВС и Rafale и Super Etendard ВМС атаковала зенитно-ракетные установки в 20 км к югу от Сирта. Патруль из двух французских и четырёх катарских Mirage 2000-5 совершил вылеты на перехват с воздуха.

### 31 марта
В 06:00 НАТО приняло на себя командование всеми операциями в Ливии. Последующие действия проводились в рамках операции «Союзный защитник».